# Costruzioni Metalliche Finsider
Costruzioni Metalliche Finsider S.p.A. è stata una società italiana che operava nel settore delle costruzioni.
Era attiva nella progettazione, fabbricazione e vendita di strutture metalliche.

## Storia
La società nasce il 6 agosto 1951 nel gruppo IRI-Finsider come Partecipazioni Azionarie Industriali S.p.A. per confluire poi in Società Partecipazioni Azionarie Industriali Milano (gruppo Dalmine) nel 1955.
Il 22 febbraio 1960 la società diventa Costruzioni Metalliche Finsider assorbendo gli Uffici Tecnici di Progettazione di ILVA e di Dalmine, diventando così società di progettazione e costruzione di carpenterie in acciaio,  rilevando i reparti Carpenteria
degli stabilimenti Italsider di Marghera e dell'impianto Dalmine di Sabbio Bergamasco (Dalmine).
Inoltre aveva ancora siti a Savona e Guasticce.
Infine, nello stesso anno, U.S. Steel entra in CMF acquisendo il 50% del capitale sociale.
Nel 1967 US Steel decide di uscire dalla società.
Nel 1971 riceve da Finsider lo stabilimento di Pignataro Maggiore, dopo che tutte le attività sono state concentrate a Guasticce.
Dal 1976 CMF inizia un periodo di declino economico finanziario, accentuato dalla caduta dello Scià di Persia nel 1979 che porta alla perdita di commesse precedentemente vinte (porto di Bandar Abbas). Nel 1983 vi è il conferimento dello stabilimento toscano a Nuova CMF S.p.A. (progettazioni industriali, viabilità, strutture per grandi fabbricati) e di quello di Pignataro in CMF Sud S.p.A. (pali per elettrodotti, travi e capannoni).
Contestualmente CMF viene incorporata in Italimpianti.
Nel 1986 Nuova CMF viene fusa in CMF Sud.
Nel 1992 Iritecna, la controllante di CMF Sud, costituisce nuovamente CMF S.p.A. che riceve lo stabilimento di Guasticce: CMF Sud con l'unità di Pignataro viene ceduta a un'altra società Iritecna, Valim, specializzata nella gestione di partecipazioni e immobili ritenuti da IRI non più strategici.
Terminata la produzione a Guasticce nel 1998, CMF è stata messa in liquidazione.

## Opere[4]
Fornitura di carpenteria metallica (impalcati) per il Ponte sul Bosforo e il Ponte di Fatih Sultan Mehmet, Acciaierie di Tarabao in Brasile, del Storebæltsbroen in Danimarca (valore di 560 mld di lire).
CMF ha avuto un ruolo anche nella costruzione delle Acciaierie di Taranto, dello Stabilimento Alfa Romeo di Arese e dello Stabilimento Alfa Romeo di Pomigliano d'Arco, della sopraelevata Aldo Moro a Genova.
È arrivata ad occupare fino a 900 dipendenti.